# 鮑爾斯山

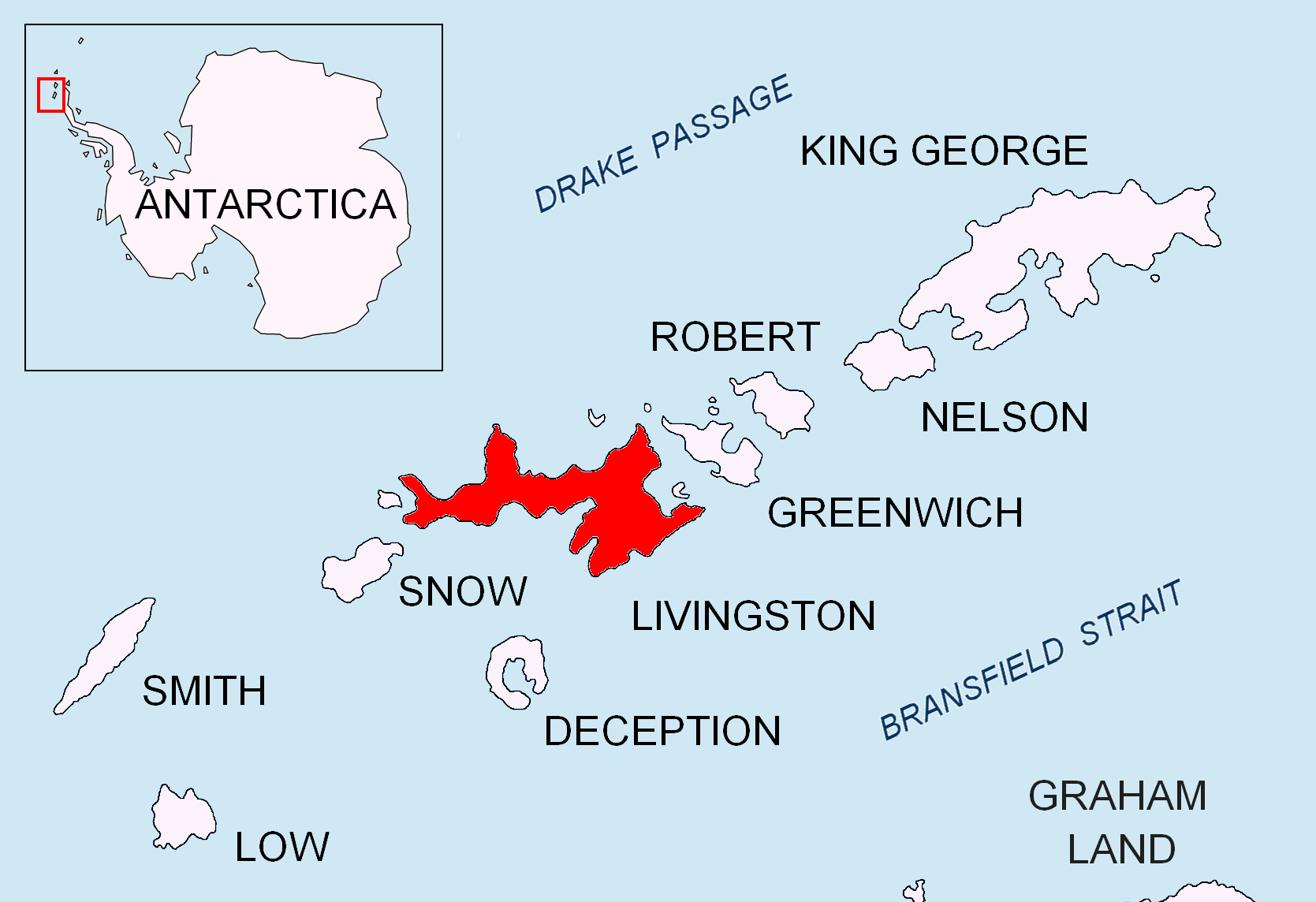

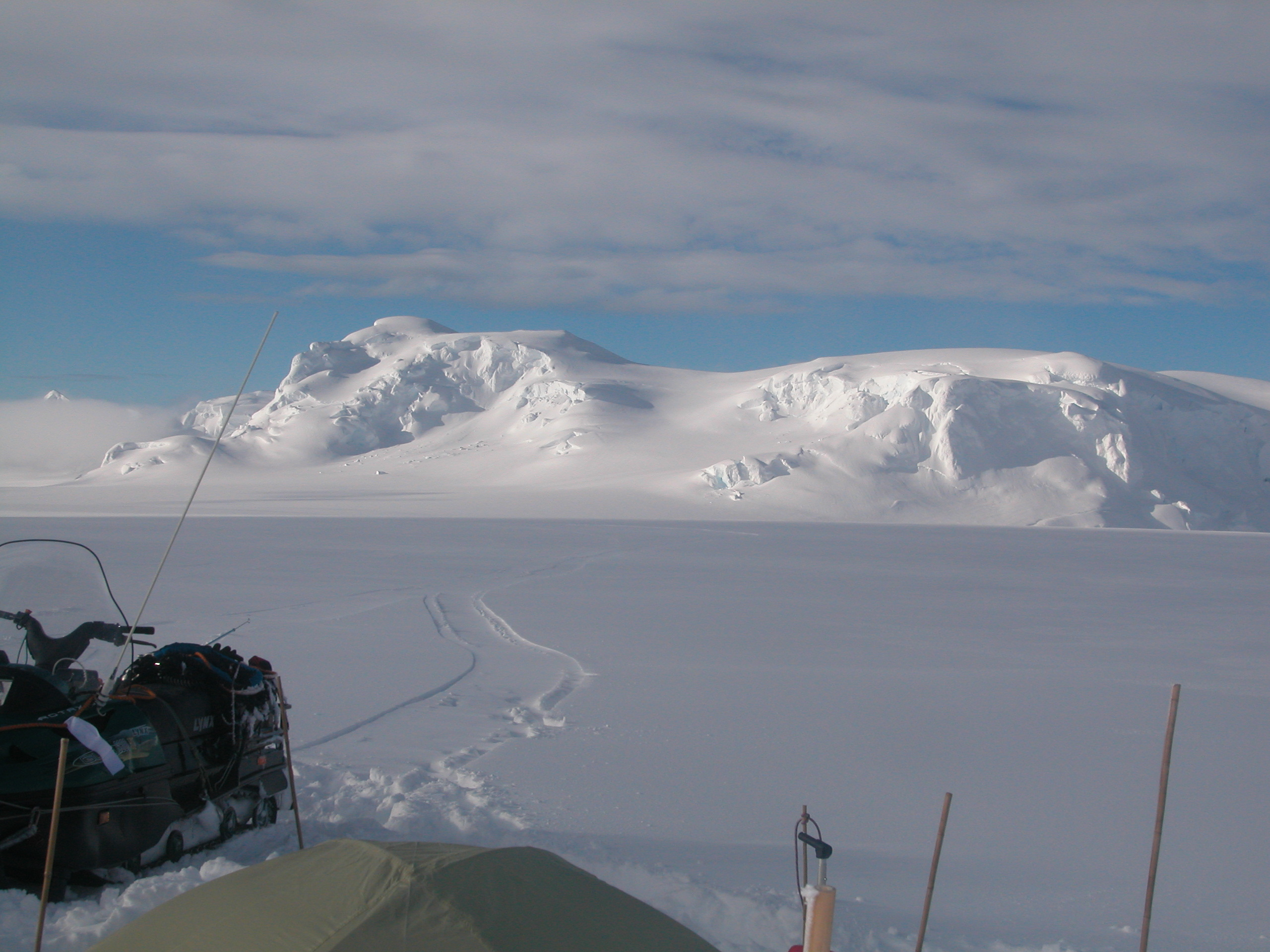

62°37′00″S 60°12′08″W / 62.61667°S 60.20222°W
鮑爾斯山（英語：Mount Bowles）是南極洲的山峰，位於南設得蘭群島的利文斯頓島東部，海拔高度822米，是鮑爾斯嶺的最高點，人類在2003年1月5日首次登頂。